# Festetics-kastély (Alsóbogát)
Az alsóbogáti Festetics-kastély vagy Festetics–Inkey-kastély a Somogy vármegyei Alsóbogát egyik műemléke.

## Jellemzés

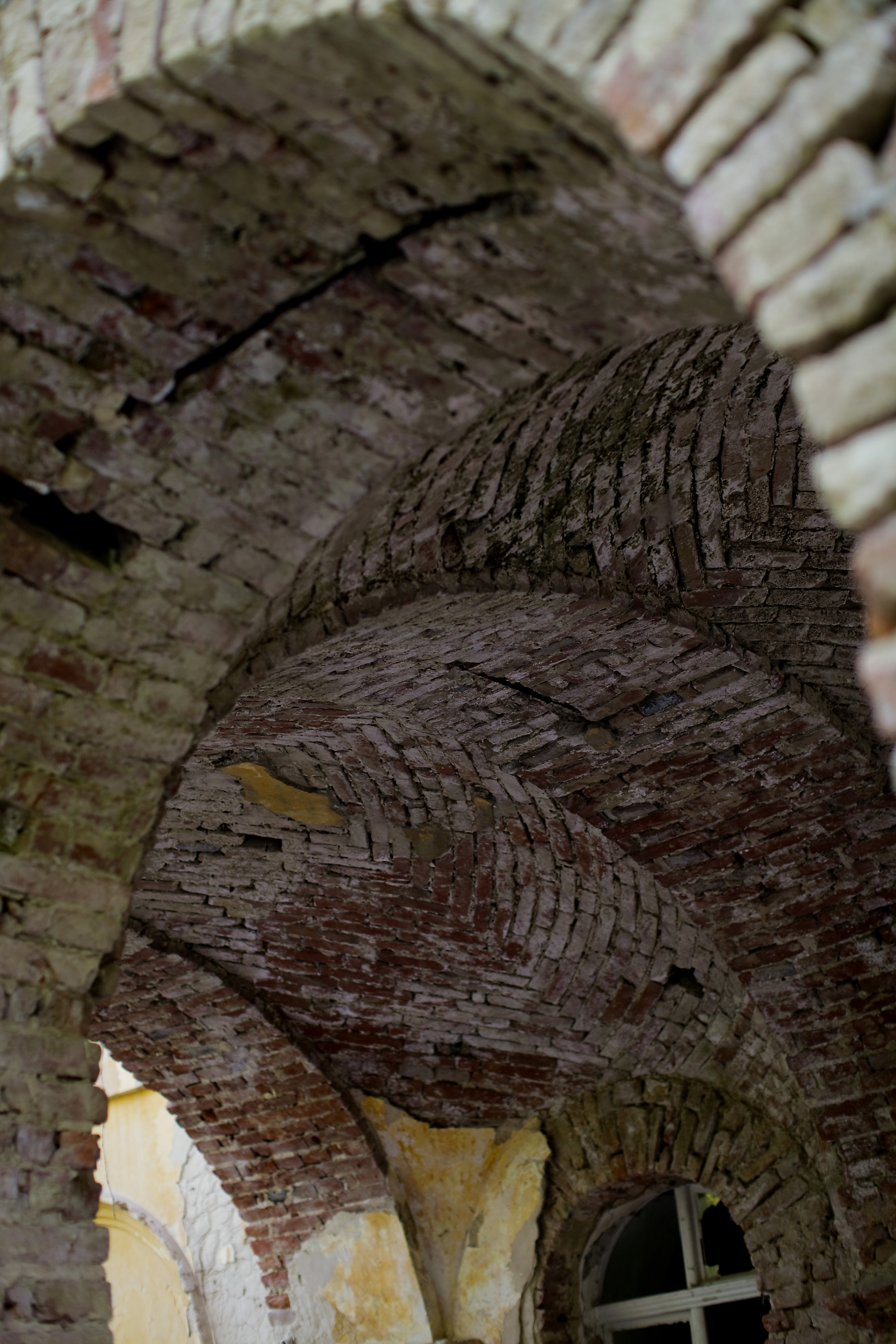
Bejárati boltív

Az átlagos kvalitású, klasszicista stílusú kastély nem tartozik a hazai emlékanyag kiemelkedő jelentőségű objektumai közé, mégsem érdektelen, mégpedig éppen középszerűsége miatt. Az épület a 17–19. századi somogyi kastélyépítészet remek példája, feltehetően az 1800-as évek elején, copf stílusban épült.
Alsóbogát községet két uradalmi puszta, Alsó- és Felsőbogát egyesítésével hozták létre. A falu az Eddei-árok nevű vízfolyás melletti dombon fekszik. Tőle nyugatra, a domb szélén áll a kastély, amit jórészt a 19. században emelt melléképületek (kápolna, magtár, intézőlak, konyha, cselédházak stb.) vesznek körül félkörben. A nagy park – benne értékes öreg fákkal – a völgyben futó vízfolyásig és a duzzasztott halastóig nyúlik le.
A kastélyt 1856-60v között építették át angol gótikus stílusban, majd Skerletz Károlytól Festetics Kálmán vásárolta meg. A szép természeti környezetben álló, egyemeletes kastély egységes, provinciálisan egyszerű, klasszicista stílust mutat. Viszonylag nagy beépített alapterülete szintenként több mint 800 m2. Főhomlokzata a falu felé, északkeletre néz. Kis kiugrású, keskeny sarokrizalitok és háromtengelyes, attikafallal kiemelt középrizalitok tagolják. Az utóbbi előtt íves nyílásokkal épített kocsialáhajtó-terasz húzódik. A kerti homlokzat szélesen elnyúló, hattengelyes sarokrizalitjaival a főhomlokzat tagolását fordítja meg. Az épület habarcsból kialakított, alacsony lábazatát pilaszterek tagolják.
A visszafogott külsőhöz hasonlóan egyszerű a kéttraktusos, oldalfolyosós elrendezésű belső. A négy oszlop tartotta boltozott előcsarnokot és az emeleti, középső helyiségeket (nagyterem, biliárdszoba) kivéve, nem találunk gazdagabb kialakítású tereket. A földszinti helyiségek boltozottak, az emeletiek jórészt síkmennyezetesek. Klasszicista stílusú kovácsoltvas munkák díszítették, illetve egy része még ma is díszíti a kastélyt. Az épület csak részben van alápincézve.
1936-ban Hajdú Zoltán bécsi bankár tulajdonába került a kastély és a park.

## A kastély jelene
A Festetics–Inkey-kastély hosszú hányattatott sorsa után 2000-ben magántulajdonba került. Mivel a tetőszerkezet súlya a főhomlokzat emeleti falát kifelé nyomta, illetve súlyos statikai problémákkal küzdött, az új tulajdonos a végső pusztulástól megmentve felújításba kezdett. Ennek során a tetőszerkezetet eltávolították, és az épület kapott egy zárófödémet, illetve a statikai problémákat is megoldották.

## Története

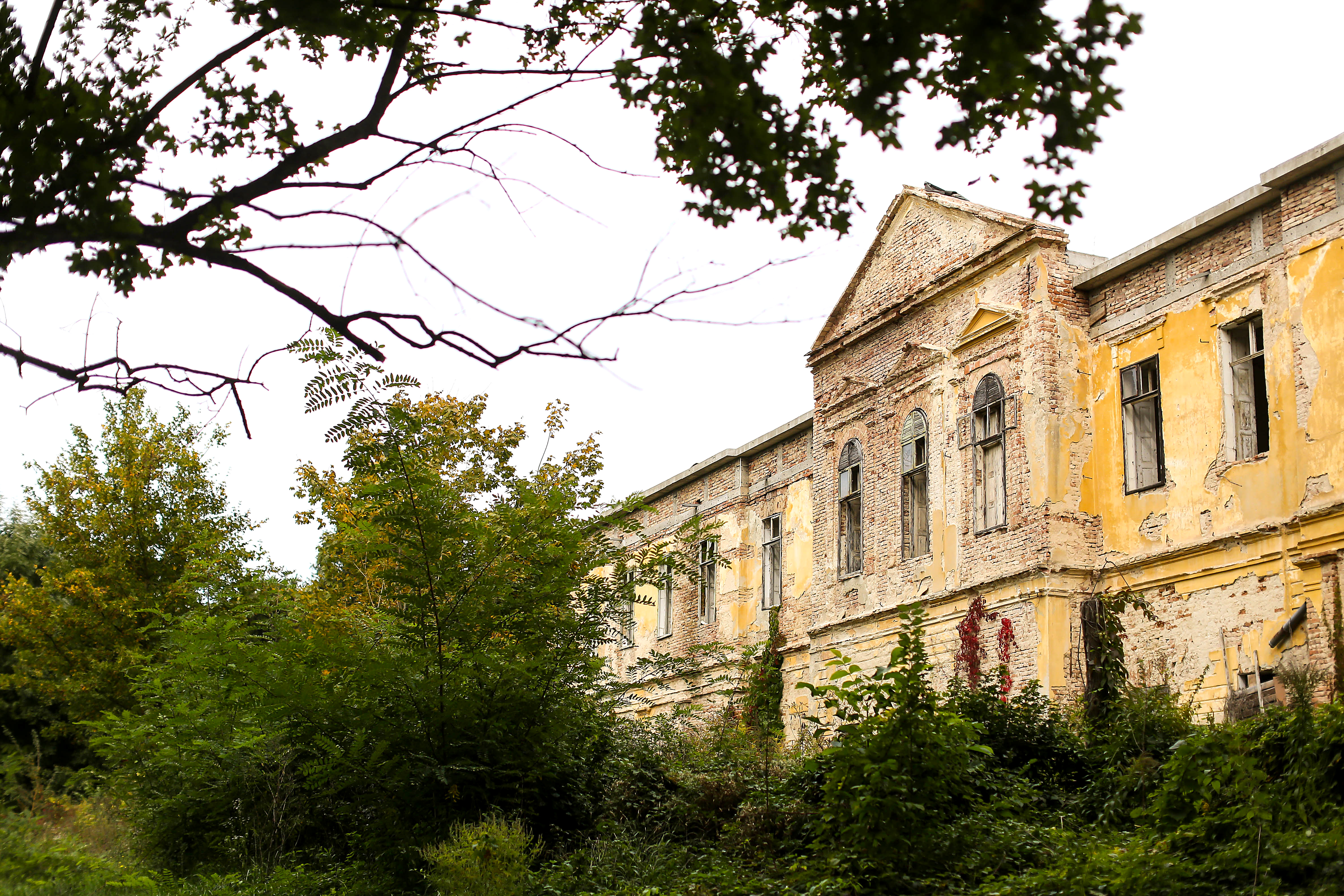
A kastély kerti homlokzata

A középkori dokumentumok Bogát, Bogád, Bugat, Vugath stb. neveken és írásmódokkal említették a falut, egyházi birtokként. A mai falu temetőjében még a múlt században is álltak a régi plébániatemplom maradványai. A birtok a pannonhalmi bencések tulajdonában is volt, aminek a török előretörés vetett véget. A falu a 16. század közepén a lengyeltóti Lengyel család kezére került. A török kor végére teljesen elnéptelenedett, 1714-ben már pusztaként említik az írások. Miután a 17. század közepén a birtokos ágának magva szakadt, leányági örökösök osztoztak a vagyonon. Alsóbogát-puszta Baranyai Imréné tulajdona lett. A század végén Boronkay József váltotta magához a több mint 20 000 holdas területet. Halála után, mivel nem volt fiú örököse, unokájáé, gróf Festetics Miklósé lett a birtok. Ő állandó pénzügyi nehézségekkel küzdött, melynek következtében 1822-ben zár alá helyezték vagyonát. A kastély építésére pontos dátumot kutatások során sem sikerült fellelni, de leginkább az 1830-as évek környékére tehető. A periratok alapján 1829-ben a csődzárlatot feloldották, és ekkor lett lehetősége az építkezésre gróf Festetics Miklósnak. Ő azonban nem sokáig élvezhette az építményt, mivel 10 év múlva elvesztette adósságokkal terhelt birtokát. A 19. század közepén gróf Zichy Károlyé, majd az Inkeyeké lett a birtok és a kastély, melyet 1948-ig laktak.